# Kevin Brownlow
Kevin Brownlow (Crowborough, 2 giugno 1938) è un regista e storico del cinema britannico.

## Biografia
Brownlow è conosciuto soprattutto per il suo lavoro di ricerca sulla storia del cinema muto. Brownlow si interessò ad esso a partire dall'età di undici anni: questo interesse è cresciuto in una carriera spesa in documentazione e restauro cinematografico.
Ha inoltre salvato molti film muti, tra i quali alcuni capolavori come Napoleon, diretto dal regista francese Abel Gance nel 1927.
Durante la sua lunga carriera ha diretto anche due film: It Happened Here nel 1966 e Winstanley nel 1975.
Insieme al suo collega David Gill ha diretto molti documentari sull'era del cinema muto, tra cui Chaplin sconosciuto (1982), Buster Keaton: Un genio difficile da seguire (1987), Harold Lloyd: Il terzo genio (1989) e D.W. Griffith: Il padre del cinema (1993).
Ha inoltre diretto la serie TV, prodotta dalla Thames Television, Hollywood (1980), divisa in 13 episodi.
Il suo interesse nella seconda guerra mondiale gli suggerì la creazione di un documentario che raccontasse una storia alternativa della guerra: It Happened Here, in cui si vede una Gran Bretagna conquistata dai nazisti. Brownlow iniziò a lavorare sul film nel 1956, all'età di 18 anni e iniziò a collaborare con l'amico Andrew Mollo, che aveva 16 anni. Dopo 8 anni di lotte per la realizzazione, durante la quale il contenuto del film verrà radicalmente cambiato, venne portato a termine nel 1964 insieme all'aiuto all'ultimo minuto di Tony Richardson, ma non sarà distribuito in sala fino al 1966.
Inoltre Brownlow collaborò con Tony Richardson come montatore del film I seicento di Balaklava, ottenendo una nomination ai BAFTA Awards del 1969. 
Dopo questo capolavoro cinematografico Mollo e Brownlow iniziarono un altro progetto, Winstanley, su Gerrard Winstanley e il Comune dei Diggers a seguito della guerra civile inglese. Il duo ha passato diversi anni cercando di ottenere il sostegno per la realizzazione e, dopo un lungo e difficile lavoro di riprese, il film uscì nel 1975.
Il primo libro di Brownlow sul cinema muto, The Parade's Gone by..., venne pubblicato nel 1968. Il libro contiene molte interviste con protagonisti e registi dell'era del cinema muto, in questo modo Brownlow iniziò la sua carriera di storico del cinema. Brownlow passò molti anni cercando di ottenere un sostegno finanziario per il restauro del classico del cinema muto francese Napoleon, di Abel Gance, un film epico che presenta il primo utilizzo dello split screen a forma di trittico, che Gance chiamò Polyvision, simile al procedimento realizzato molti anni più tardi con il Cinerama.
Brownlow produsse la prima versione restaurata del film della durata di 4 ore e 50 minuti, con una nuova colonna sonora di Carl Davis, presentandola a Londra e New York nel 1980 e nel 1981. Gance riuscì in questo modo a vedere il suo film per la prima volta dai tempi della sua uscita in sala. Nel 1983 venne presentato un secondo restauro, realizzato per la Cinémathèque française, che presentava ulteriori sequenze, per la durata di 5 ore e 13 minuti. Nel 2000 venne presentato in Inghilterra il restauro definitivo del film, lungo 5 ore e mezza.
Nel 2016 è stato annunciato da parte del British Film Institute una versione in 2K, basata sul restauro della versione definitiva, presentata il 21 novembre 2016 al Royal Festival Hall e in seguito distribuita per la prima volta in DVD e Blu-ray.

### La collaborazione con David Gill
Brownlow avviò una collaborazione con David Gill, con il quale produsse e realizzò numerosi documentari sull'epoca del muto. Il primo era la serie TV Hollywood, una serie in 13 puntate sull'era del muto a Hollywood, prodotti dalla Thames Television e proiettati in Gran Bretagna nel 1979 e nel 1980.
Questo fu seguito da Chaplin sconosciuto (1983), Buster Keaton: Un genio difficile da seguire (1987), Harold Lloyd: il terzo genio (1989) e Cinema Europe: The Other Hollywood (1995). 
Dopo la morte di David Gill nel 1997, Brownlow ha continuato a produrre documentari e restauri condotti insieme a Patrick Stanbury. Tra questi includono Lon Chaney: A Thousand Faces (2000), Garbo, un documentario prodotto per la Turner Classic Movies per celebrare il centenario della nascita l'attrice e I Am King Kong (2005) sul regista Merian C. Cooper.

## Libri
Il primo libro di Brownlow How It Happened Here (1968) descrive la realizzazione di It Happened Here, e l'accoglienza che il film ha ricevuto. Il libro contiene quasi 100 immagini, fotogrammi in gran parte del film e una introduzione del critico cinematografico e autore David Robinson.
Winstanley. Warts and All, scritto 34 anni dopo le riprese del film, è la storia della realizzazione del film Winstanley. Alla ricerca di Charlie Chaplin narra la storia delle difficoltà affrontate da Brownlow e da Gill nel ritrovare e preservare i filmati ed i materiali inediti di Chaplin, compresi gli scarti di pellicola girata durante il periodo Mutual Film Corporation (1916-17), che serviranno a realizzare nel 1983 il documentario Chaplin sconosciuto.
Alla ricerca di Charlie Chaplin è stato messo in commercio, insieme al DVD del documentario, nell'aprile 2010 da La Stampa UKA, (ISBN 978-1-905796-24-3). La versione italiana pubblicata nel 2005 (e ristampata nel 2010) è distribuita dall'editrice Cineteca di Bologna.

## Filmografia
- Nine, Dalmuir West (1962) (cortometraggio)
- It Happened Here (1966)
- Abel Gance: The Charm of Dynamite (1968)
- Winstanley (1975)
- Hollywood (1980)
- Chaplin sconosciuto (1982)
- Millay at Steepletop (1983)
- Buster Keaton: Un genio difficile da seguire (1987)
- Harold Lloyd: Il terzo genio (1989)
- D.W. Griffith: Il padre del cinema (1993
- Cinema Europe: The Other Hollywood (serie TV 1996)
- Universal Horror (1998)
- Lon Chaney: A Thousand Faces (2000)
- The Tramp and the Dictator (2002)
- Cecil B. DeMille: American Epic (2004)
- So Funny It Hurt: Buster Keaton & MGM (2004)
- Garbo (2005)
- I'm King Kong!: The Exploits of Merian C. Cooper (2005)

## Riconoscimenti
Brownlow ha ricevuto il Premio Oscar alla carriera dalla Academy of Motion Picture Arts Sciences.